# Чемпионат Исландии по футболу 1912
Чемпионат Исландии по футболу 1912 — первый сезон чемпионата Исландии по футболу в его истории. В этом розыгрыше приняли участие три команды, чемпионом стал клуб «Рейкьявик». После первой же игры (поражения 0-3 от «Рейкьявика») с чемпионата снялся «Вестманнаэйяр».
| М | Команда       | И | В | Н | П | Мячи  | ±  | О |
| - | ------------- | - | - | - | - | ----- | -- | - |
| 1 | Рейкьявик     | 2 | 1 | 1 | 0 | 4 − 1 | +3 | 3 |
| 2 | Фрам          | 1 | 0 | 1 | 0 | 1 − 1 | 0  | 1 |
| 3 | Вестманнаэйяр | 1 | 0 | 0 | 1 | 0 − 3 | −3 | 0 |

И — игры, В — выигрыши, Н — ничьи, П — проигрыши, Мячи — забитые и пропущенные голы, ± — разница голов, О — очки

Матч за чемпионство: Рейкьявик - Фрам 3-2 (или 3-1)

## Состав чемпионов
- Гейр Конрадссон (вратарь)
- Йон Торстейнссон
- Скули Йонссон
- Кристинн Петурссон
- Ниейохниус З. Олафссон
- Сигурдур Гудлаугссон
- Давид Олафссон
- Бьёрн Тордарсон
- Гудмундур Х. Торлакссон
- Людвиг А. Энйрассон
- Кьяртан Конрадссон
- Эрлендур Хафлидасон
- Бенедикт Г. Вааге